# Momik
Momik (en arménien Մոմիկ ; ? – 1333), dit Momik le Vardapet, est un sculpteur, architecte et enlumineur arménien du XIVe siècle (la première mention de son nom remonte à 1283). Il est un de ces artistes de l'école de Gladzor (Siounie) participant à la renaissance de l'époque zakaride. Momik meurt en 1333 (selon la date indiquée sur le khatchkar de sa tombe) et est enterré à Noravank.

## Le sculpteur
Pour un article plus général, voir Khatchkar.
Pendant cette période où la sculpture arménienne devient un art majeur et atteint son apogée, Momik se distingue par ses khatchkars d'une grande virtuosité, notamment à Noravank. Si l'expression « dentelle de pierre » doit s'appliquer à l'un des sculpteurs, c'est à Momik qu'elle s'applique ; son art, caractérisé par un recours fréquent à la figure humaine, atteint des sommets de grâce, de finesse (avec notamment la minutie des fonds exécutés au trépan) et de légèreté en sculpture. Il en réalise entre autres un en l'honneur du métropolite de Siounie, Stépanos Orbélian, en 1304 ou 1306. Un khatchkar de 1308, autrefois à Noravank, lui est attribué avec certitude ; tous deux sont signés et conservés aujourd'hui à Etchmiadzin. Un troisième, également de Noravank mais conservé à Eghegnazor, réalisé entre 1300 et 1312, semble relever de sa main.

## L'architecte
Pour un article plus général, voir Architecture arménienne.
Momik est connu en tant qu'architecte par l'église Sainte-Mère-de-Dieu d'Areni (1321), dont le tympan lui est attribué, ainsi que par l'église Sainte-Mère-de-Dieu de Noravank.

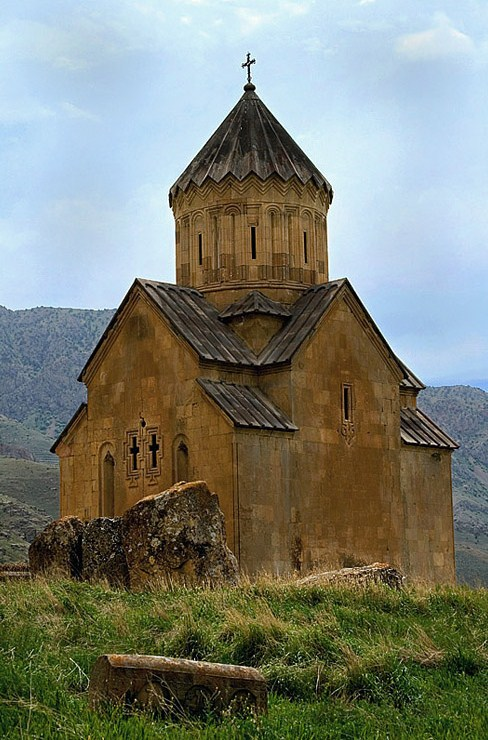
Sainte-Mère-de-Dieu d'Areni.
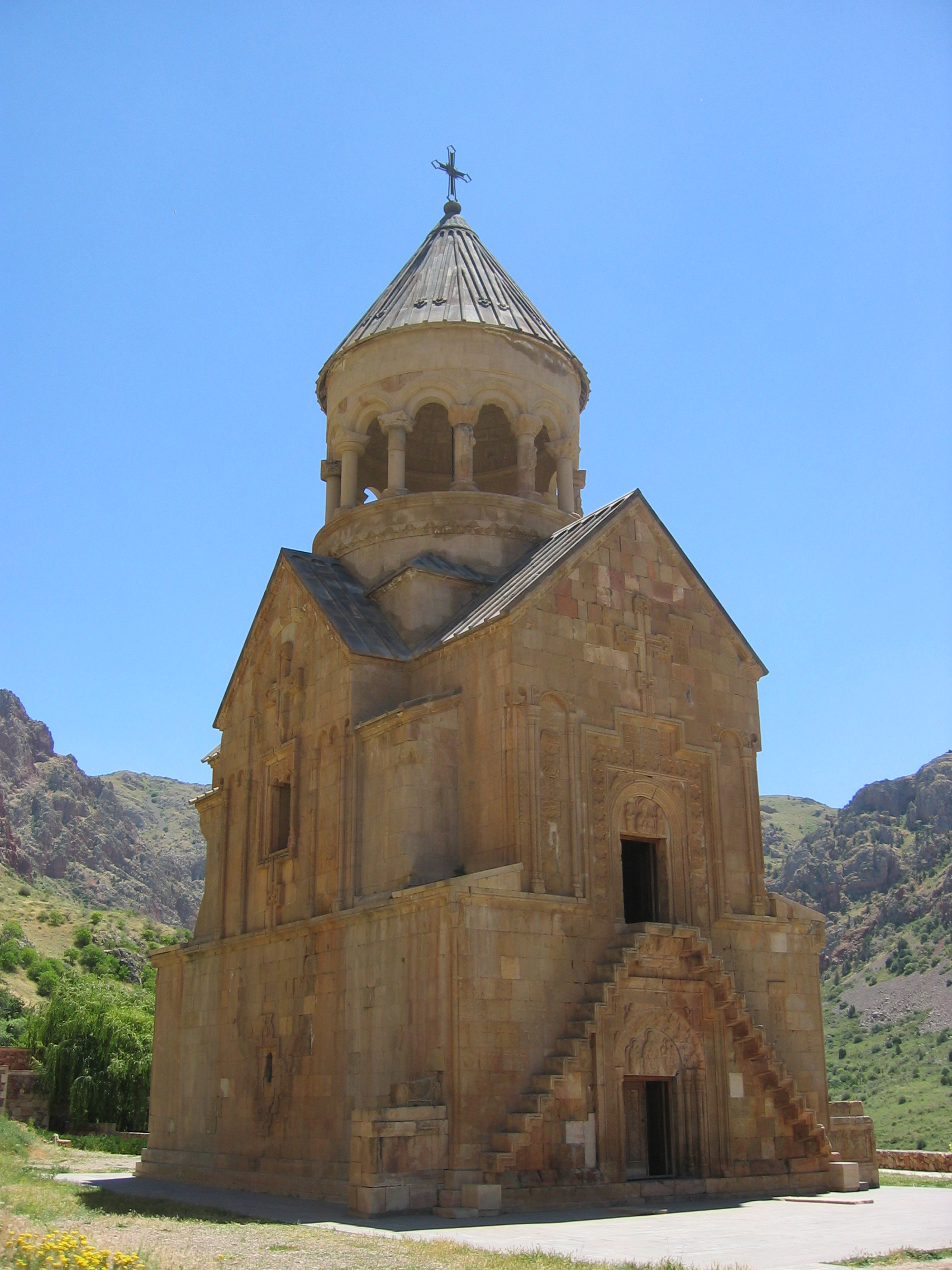
Sainte-Mère-de-Dieu de Noravank.

## L'enlumineur
Pour un article plus général, voir miniature arménienne.

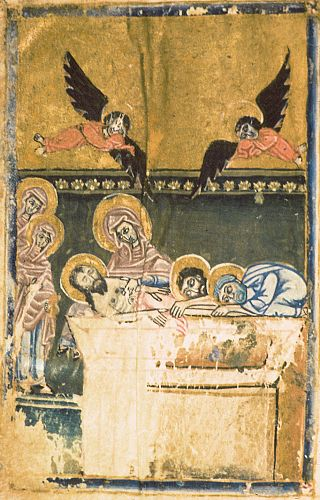
Mise au tombeau, Ms. 6792, Matenadaran.

Seuls quatre des manuscrits qu'il a enluminés ont survécu : un est aujourd'hui conservé au centre mékhitariste de Vienne et les trois autres au Matenadaran d'Erevan,. Seuls deux d'entre eux sont signés de son nom (Ms. 2848, 1292, et Ms. 6792, 1302, Matenadaran), les deux autres (dont Ms. 7842, 1313, Matenadaran) lui étant attribués. Momik montre dans ses peintures la même originalité que dans ses sculptures.